# Dufile

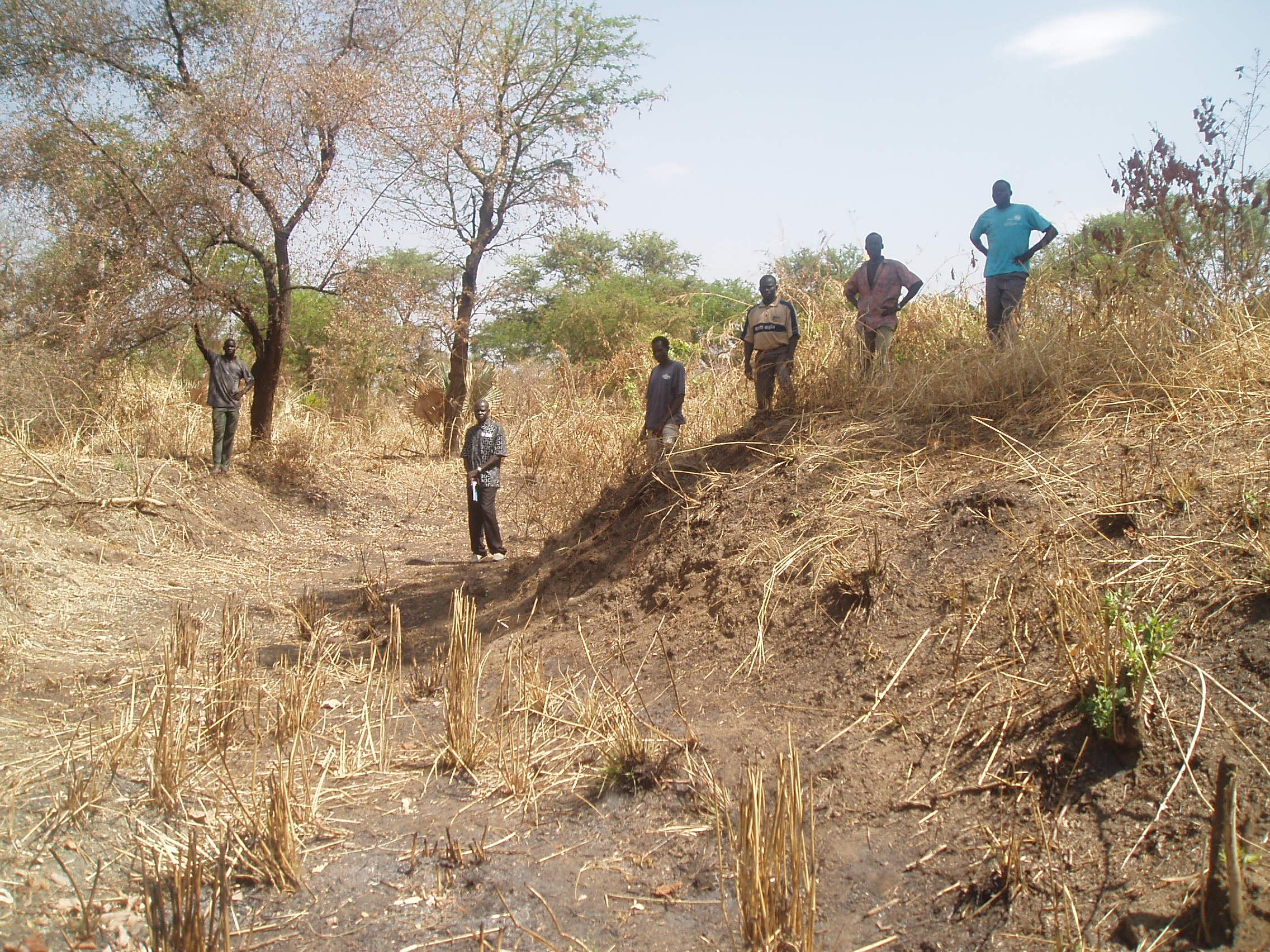
Le mur nord-est et le fossé, janvier 2006

Dufile (également Dufilé, Duffli, Duffle, ou Dufli) est un fort construit par Emin Pacha, alors gouverneur de la province d'Equatoria, en 1879. 
Il est situé sur le Nil Albert, juste à l'intérieur de l'Ouganda, à proximité d'un site choisi en 1874 par le colonel Charles George Gordon pour assembler des paquebots qui étaient transportés par voie de terre. 
Emin et A. J. Mounteney Jephson ont été enfermés dans le fort au cours d'une mutinerie en 1888. Il s'est ensuivi la bataille de Dufile quand les ex-mutins, après avoir relâché Emin et Jephson, se sont ralliés pour combattre les forces mahdistes. Abandonné par Emin et Jephson en janvier 1889, Dufile a plus tard été réoccupé et reconstruit par les forces belges de 1902 à 1907.
Le fort, entouré d'un fossé délimitant une zone de 12 acres (4,8 hectares), peut être atteint par la route ou par bateau à partir de Laropi. Le vieux port d'Emin Pacha est maintenant le point de départ des ferrys de passagers à Nimule dans le Soudan du Sud.
Dufile a été visité par l'écrivain Alan Moorehead. Une équipe de l'Imperial College a examiné le terrain en juillet 1965. Le fort a été fouillé entre décembre 2006 et janvier 2007 par une équipe internationale et des recommandations sur la conservation du site sont sur fichier[pas clair]. 
Aujourd'hui, le nom de Dufile est appliqué à un village Madi proche, et au sous-comté dans le district de Moyo à l'est de Laropi. Le nom Dufile lui-même est une corruption du nom du village Madi, Odrupele.